# Битва у рва
Би́тва у рва́ (битва с союзными племенами или Оса́да Меди́ны) — попытка племени бану ан-Надыр, курайшитов и племени Гатафан одержать верх над пророком Мухаммадом и его сподвижниками, напав на Медину, начавшаяся 31 марта 627 года и длившаяся около двух недель. В исламе исход этой битвы считается одним из проявлений милости Аллаха к мусульманам.

## События битвы
Битва у рва состоялась в месяце шавваль на пятом году хиджры (начало её датируется 31 марта 627 года). Бану ан-Надир и Бану Ваиль пришли к курайшитам-язычникам и призвали пойти войной против мусульман. Также они призвали племя Гатафан. Курайшиты выступили во главе с Абу Суфьяном. Вместе с курайшитами были десять тысяч их рабов-эфиопов, племя Бану Кинана, которое было покорно курайшитам и жителям Тихамы. Мусульман было всего три тысячи.
Мухаммад, узнав об этом, решил вырыть вокруг Медины ров. Он сам принял участие в его рытье. Кличем мусульман был: Ха, мим! («Они не победят!»)
Женщины и дети Медины были укрыты в укреплённых башнях. Однако предательство со стороны Кааба ибн Асада, который заключил договор о ненападении от племени Бану Курайза (иудеи Медины), а затем нарушил его, стало причиной опасности нападения на Медину. Сам Кааб сначала не хотел этого делать, говоря, что от Мухаммада, кроме честности и верности данному слову, ничего не видел, но потом всё же поддался на уговоры. Мухаммад сказал Сааду ибн Муазу и Сааду ибн Убаду узнать, правда ли это. Если это правда, то Саад должен был сказать об этом иносказательно, чтобы не ослаблять дух остальных, а если неправда, то должен был возвестить об этом громко. Положение же оказалось ещё хуже. Бану Курайза уже оскорбляли Мухаммада, говоря, что и нет никакого договора. В итоге положение мусульман стало критическим. Некоторые даже стали критиковать Мухаммада. Противостояние с язычниками длилось больше двадцати дней, в течение которых были только перестрелки из лука и блокада.
Мухаммад послал к племени Гатафан людей с предложением отдать им треть даров Медины при условии, что они уйдут. Был подписан договор между Мухаммадом и двумя вождями этого племени. Мухаммад сказал, что сделал это для того, чтобы «снять шипы» с мусульман. Саад ибн Муаз настоял на сражении, Мухаммад не возразил, и договор был стёрт.
Отдельные всадники курайшитов, в числе которых был Амр ибн Абд Вудди, выбрали узкое место в траншее, и прорвались через него. Их встретил Али, доброволец, ответивший на зов пророка сразиться с неверными, который вызвал Амра на бой, призвав его также к исламу. В этот момент об поступке Али Мухаммад сказал: «Вот и вся вера вышла против неверия». Амр отказался от ислама, не хотел принимать вызов на единоборство с Али, но Али настоял на нём, сказав, что хочет убить Амра. Амр от злости даже ударил коня мечом по ногам и кулаком по морде. Али убил Амра, и конники, испугавшись, скрылись. Тогда Мухаммад сказал: «Удар, нанесённый Али у рва, выше поклонения всего человечества!».
Нуайм ибн Масуд, который уже был мусульманином, но даже его родня не знала об этом, внёс раскол между курайшитами, племенем Гатафан и Бану Курайза. Вскоре эти разногласия усилились. Кроме этого, дул сильный ветер, который опрокидывал их котлы и срывал палатки, были очень холодные ночи, а костры гасли. Мухаммад послал Хузайфу ибн аль-Йамана, чтобы тот посмотрел, что делают курайшиты. Положение курайшитов из-за погоды и раскола с Бану Курайза было уже критическим. Абу Суфьян решил покинуть курайшитов. Хузайфа мог его убить стрелой, но из-за слов Мухаммада, сказавшего, чтобы он ничего не устраивал, не стал этого делать. Гатафиты тоже поспешили отступить.
Наутро Мухаммад со сподвижниками вернулись обратно в Медину и сложили оружие. Но Мухаммад приказал идти на племя Бану Курайза, которые нарушили договор.
В битве у рва из мусульман погибло шесть человек. Из язычников были убиты три человека. За тело Науфаля ибн Абдаллаха Мухаммаду хотели заплатить деньги, чтобы вернуть тело, но Мухаммад отказался и от тела, и от денег и не стал препятствовать в выносе тела. Ибн Хишам передал, что за тело передали десять тысяч дирхамов. Мухаммад сказал, что курайшиты больше не нападут на мусульман.

## Коран о битве у рва
Сура Сонмы (союзники):
аят 10-11:

- Вот они напали на вас сверху и снизу, и тогда взоры замерли, сердца достигли горла, и вы стали делать предположения об Аллахе.
- Там верующие подверглись испытанию и сильному потрясению.